# Richard Böhm

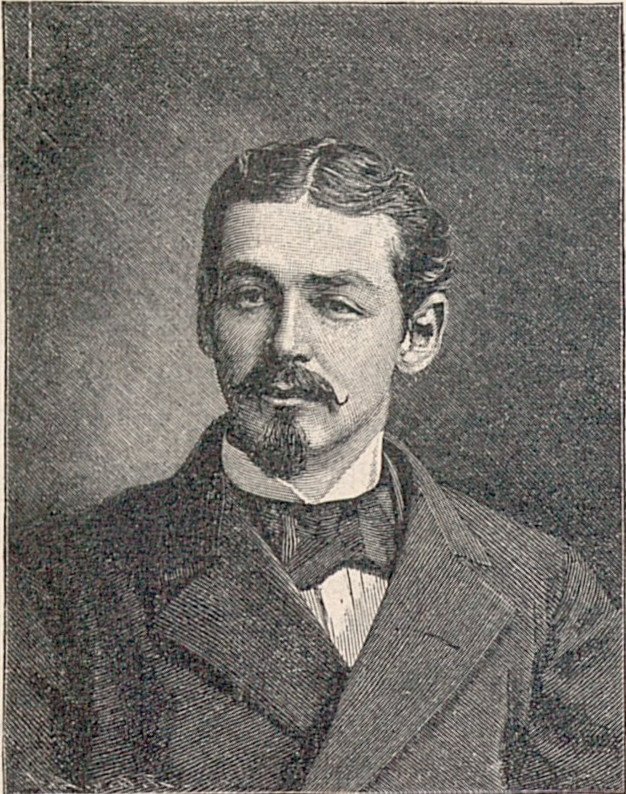
Richard Böhm

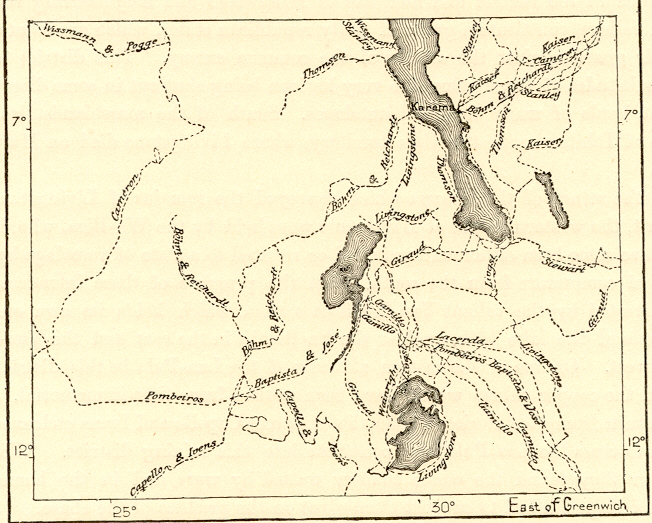
Expeditionen in Zentralafrika mit den Reiserouten von Böhm, Reichard und anderen Forschern (Karte um 1890)

Richard Johann Constantin Böhm (* 1. Oktober 1854 in Berlin; † 27. März 1884 in Katapana, Katanga) war ein deutscher Zoologe, Anatom und Entdecker.

## Leben
Böhm war der Sohn von Ludwig Böhm und Franziska Louise, geb. Meyerlinck. Er besuchte Schulen in Berlin, studierte an der Friedrich-Schiller-Universität Jena Zoologie bei Ernst Haeckel (1834–1919) und promovierte 1877. Zudem besuchte er Hochschulen in Berlin und Lausanne. In den Jahren 1878 bis 1880 bereitete er sich auf eine Reise in das östliche Zentralafrika vor, die er am 5. April 1880 antrat. Begleitet wurde er von Paul Reichard (1854–1938) und Emil Kaiser (1855–1882). Die drei Forscher begaben sich zunächst in die Region Sansibar, um am 27. Juli 1880 von Bagamoyo aufzubrechen und schließlich das Ostufer des Tanganjikasees zu erreichen. Im November gründeten sie die Station Kakoma in Unyamwezi (bei Tabora im heutigen Tansania) und hielten sich dort neun Monate auf. Dann wurde die Station nach Igonda verlegt.
Im Oktober 1882 starb Emil Kaiser auf einer Forschungsreise zum Rukwasee. Im Dezember verließen Reichard und Böhm Igonda und hielten sich ein halbes Jahr am Tanganjikasee auf, teils in Karema, teils in Mpala, um die westlich von Tanganjika gelegenen Gebiete des Kongo zu erforschen. Ihre Expedition unterstützte die Anlage einer belgischen Kolonialstation in Mpala, die schließlich am 4. Mai 1883 durch den belgischen Capitaine Émile Storms erfolgte. Auf einer vorherigen Strafexpedition im April 1883 wurde Böhm am Bein verwundet, was ihn zwang, mehrere Monate in Karema zu bleiben. Dann wandte sich die Expedition nach Südwesten, überschritt im Oktober 1883 den Luapula und entdeckte den Upembasee in Katanga, wo wiederum Böhm am 27. März 1884 an einer Fiebererkrankung (vermutlich Malaria) verstarb. Nach dessen Tod entdeckte Reichard die Kupferlagerstätte von Katanga und erreichte nach fünf Jahren und sieben Monaten Abwesenheit wieder Sansibar.

## Ehrung
Anton Reichenow (1847–1941) und Hermann Schalow (1852–1925) widmeten Böhm verschiedene Vogelarten:
- Böhmspint, Merops boehmi (Reichenow 1882)
- Böhmralle, Sarothrura boehmi (Reichenow 1900)
- Fledermaussegler, Neafrapus boehmi (Schalow 1882)
- Böhm-Schnäpper, Muscicapa boehmi (Reichenow 1884).

Ebenfalls nach ihm benannt sind einige Säugetiere:
- Böhm-Buschhörnchen, Paraxerus boehmi (Reichenow, 1886)
- Böhm-Nacktsohlenrennmaus, Gerbilliscus boehmi (Noack, 1887)
- Böhm-Zebra, Equus quagga boehmi Matschie, 1892

## Werke
Böhm berichtete über seine Reise mehrfach im Globus. Seine Korrespondenz erschien 1888 unter dem Titel Von Sansibar zum Tanganjika – Briefe aus  Ostafrika (herausgegeben von H. Schalow, Leipzig, 1888). Er zeichnete verantwortlich für zahlreiche Artikel im Journal für Ornithologie in der Zeit von 1882 bis 1887.